# Diecezja Lurín
Diecezja Lurín – diecezja Kościoła rzymskokatolickiego w metropolii Limy w Peru. Powstała w wyniku podziału na kilka mniejszych administratur archidiecezji Limy, co nastąpiło 14 grudnia 1996.